# Colhereiro-americano
O colhereiro-americano (nome científico: Platalea ajaja), também chamado de aiaiá e ajajá, é uma ave pelecaniforme da família Threskiornithidae. Habita a América do Sul, o Caribe e a costa sudeste dos Estados Unidos. Por vezes é classificado no género monotípico Ajaia.

## Etimologia
"Colhereiro" é uma alusão ao seu bico, que tem o formato de uma colher. "Aiaiá", "ajajá", Platalea ajaja e Ajaia ajaja vêm do tupi aya'á.
No Brasil, o Comitê Brasileiro de Registros Ornitológicos (CBRO) identifica a espécie apenas pelo nome "colhereiro", atribuindo a Platalea leucorodia o nome vernáculo técnico de "colhereiro-europeu".

## Descrição

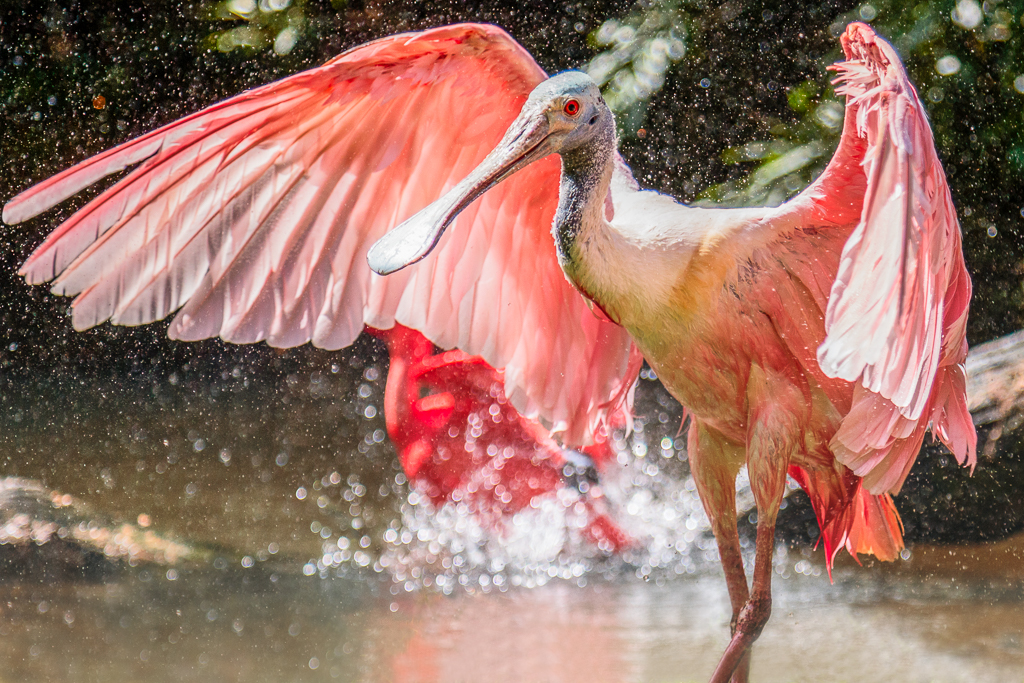
Um Platalea ajaja alçando voo.

O colhereiro-rosado tem um comprimento médio de cerca de 81 cm. As colónias de nidificação dos colhereiros constituem um quadro espectacular nos Everglades. Têm uma parada nupcial elaborada, que inclui batimentos de bico e ofertas mútuas de galhinhos.
Para obter alimento, a ave arrasta o seu bico sensível em forma de colher de um lado para o outro na água. Quando descobre comida, peixe, por exemplo, fecha o bico de estalo. No período reprodutivo, exibe uma bela plumagem cor-de-rosa: quanto maior a ingestão de crustáceos, mais rosadas ficam essas penas, o que é um indicador da qualidade do meio ambiente em que vive.
Outrora, os colhereiros-rosados eram caçados e perseguidos por causa das suas penas que eram utilizadas na decoração e enfeite de chapéus. Agora, são uma espécie protegida e o seu número aumentou.

## Taxonomia
O colhereiro-rosado às vezes é colocado em seu próprio gênero - Ajaja. Um estudo de 2010 do DNA mitocondrial do colhereiro por Chesser e seus colegas descobriu que o colhereiro-rosado e o colhereiro-de-bico-amarelo eram os parentes mais próximos um do outro, e os dois descendiam de uma ramificação inicial dos ancestrais das outras quatro espécies de colhereiro. Eles argumentam que a evidência genética justificava todas as seis espécies classificadas dentro do gênero Platalea ou, alternativamente, dois gêneros monotípicos Platibis e Ajaja, respectivamente. No entanto, como as seis espécies eram tão semelhantes morfologicamente, fazia mais sentido mantê-las dentro de um gênero.

## Comportamento

### Reprodução

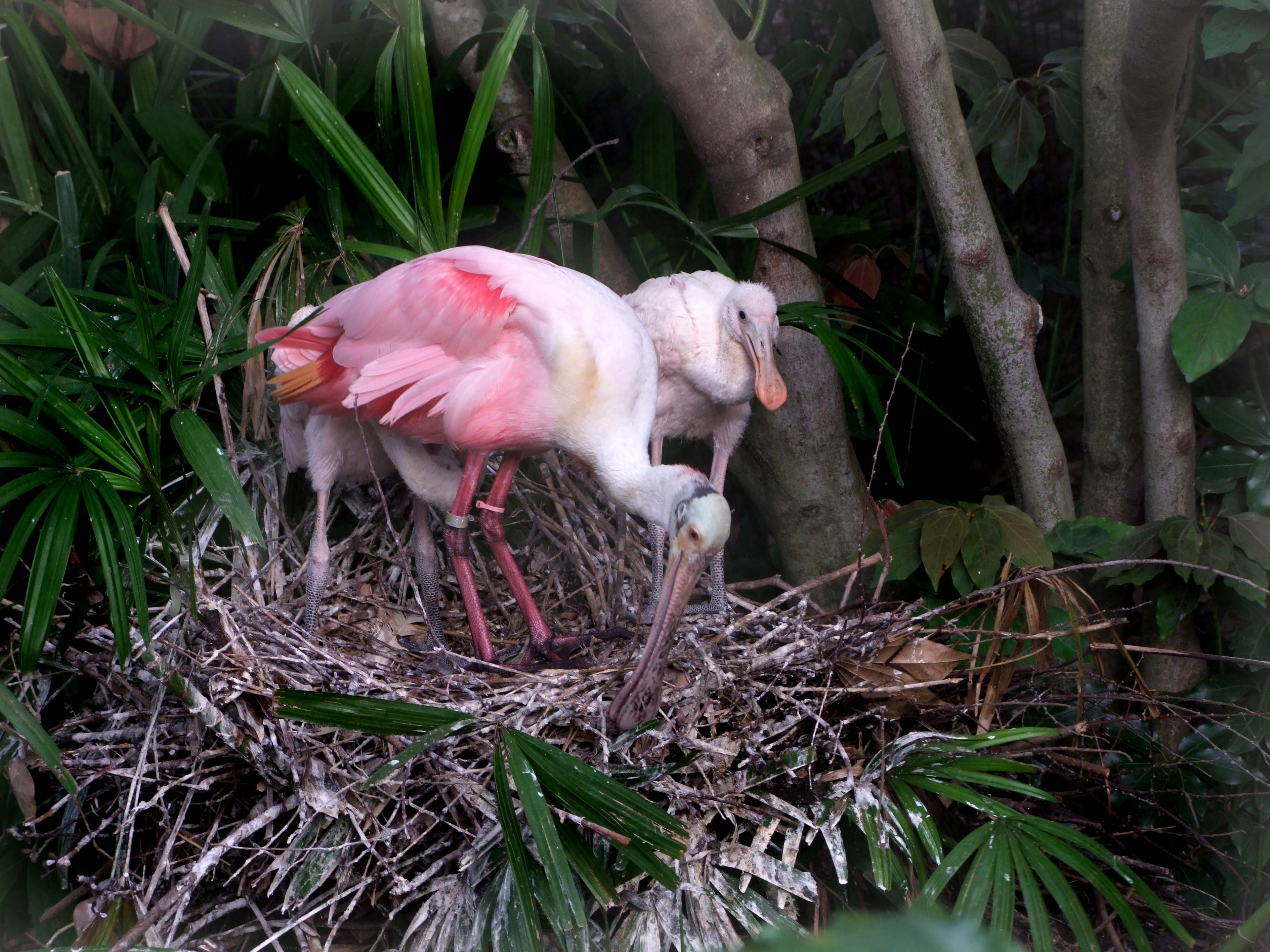
Colhereiro americano com filhotes em ninho

O colhereiro nidifica em arbustos ou árvores, geralmente manguezais, pondo de dois a cinco ovos, que são esbranquiçados com manchas marrons. Pássaros imaturos têm cabeças brancas com penas e o rosa da plumagem é mais claro. O bico é amarelado ou rosado.

## Conservação e ameaças
Faltam informações sobre a predação em adultos. Os filhotes às vezes são mortos por abutres, águias, guaxinins e formigas-de-fogo . Em 2006, uma ave anilhada de 16 anos foi descoberta, tornando-a o indivíduo selvagem mais antigo conhecido.